# Bible de Zurich

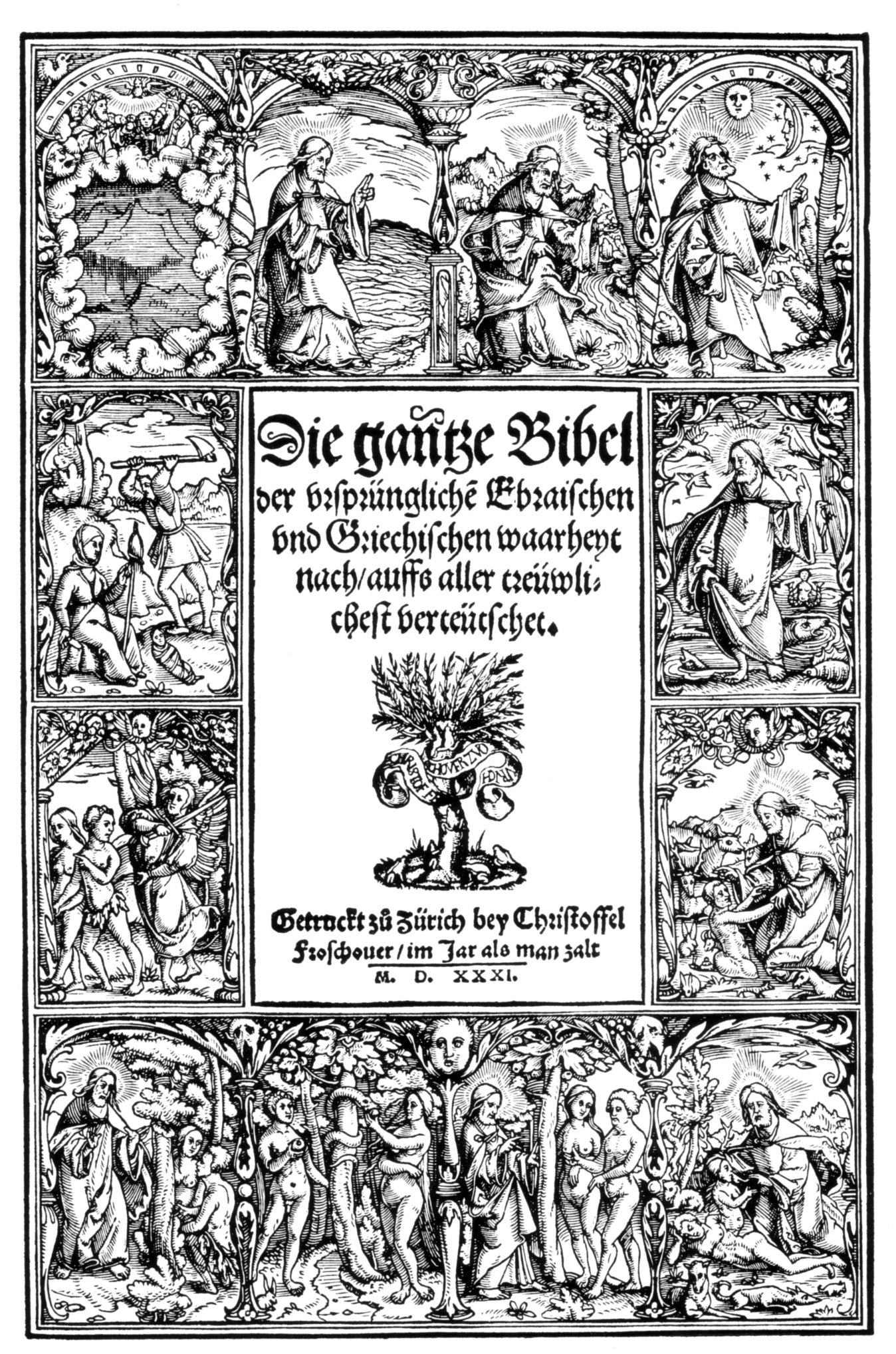
La Bible de Zurich, bible réformée traduite par Zwingli publiée en 1531

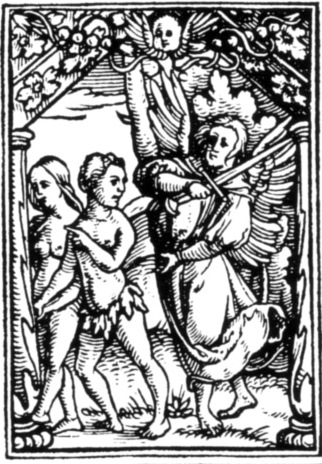
Section sur le paradis dans la Bible de Zurich, imprimerie Christophe Froschauer, 1531

La Bible de Zurich (Zürcher Bibel, aussi Zwinglibibel) est une traduction de la Bible fondée historiquement sur la traduction par Ulrich Zwingli. Les dernières éditions ont pour objectif la précision philologique.

## Bible de Froschauer

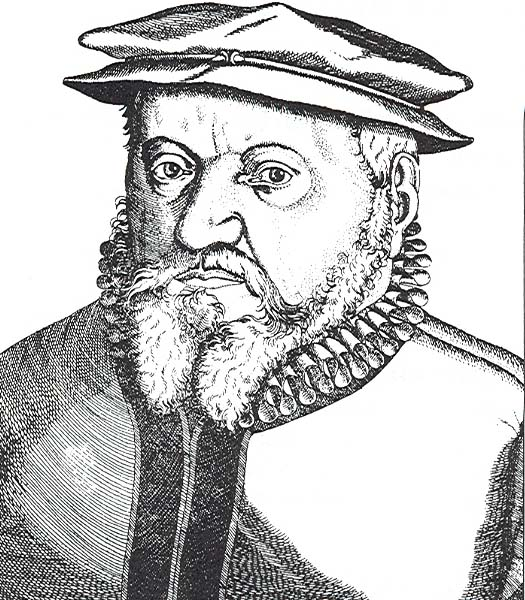
L'imprimeur zurichois Christoph Froschauer

Les origines de la Bible de Zurich remontent au mouvement de la Réforme à Zurich impulsée par Zwingli,.  
La traduction de Zwingli est née des Prophezey (parfois aussi appelée Carolinum), qui sont à l'origine des cours de Latin transformés par Zwingli en centre de formation pour des lettrés réformés, sur un mandat du conseil de la ville de Zurich du 29 septembre 1523. Les leçons débutent le 19 juin 1525 et celles prodiguées les jours de la semaine sont gratuites. Les Schola Tigurina de Heinrich Bullinger ont par la suite influencées la mise en place d'ateliers de formation dans les institutions dès 1559. 
La traduction de Martin Luther a été utilisée autant que possible compte tenu de l'état de son avancement (la traduction n'est à l'époque pas terminée). Cela a permis à Zwingli de finir la totalité de la traduction trois ans avant Luther. De 1524 à 1529 parait le Nouveau Testament publié par l'imprimeur zurichois Christoph Froschauer, ainsi que des parties de l'Ancien Testament.
Une traduction complète en un seul volume imprimé pour la première fois en 1531, avec une introduction par Zwingli et des résumés de chaque chapitre. Cette Bible Froschauer contient plus de 200 illustrations, est un chef-d'œuvre de l'impression à l'époque. La traduction a été faite principalement par Zwingli et son ami Leo Jud, curé de la paroisse Saint-Pierre, avec la participation de tous les clercs de Zürich, travaillant à une interprétation allemande des textes de la Bible pour le profit de la congrégation.
La traduction de l'Ancien Testament a été révisé en 1540, et le Nouveau Testament, en 1574. Le verset de numérotation a été introduit en 1589.
En 1975, Amos Hoover de Douvres réimprime l'édition de 1536 et l'édition de 1531 est republiée par la Theologischer Verlag Zurich en 1983.

## Révisions
Jusqu'à 1665, la langue de la traduction est fondée sur la variante graphique de haut alémanique (suisse allemand) utilisé pour les documents officiels. En 1665, la variante est abandonnée pour la nouvelle norme allemande de la chancellerie des princes-électeurs de Saxe-Wittenberg.
Le pasteur de Fraumünster Johann Caspar Ulrich (1705-1768) a ajouté des interprétations et des concordances de commentaires. À partir de cette édition, la Bible est connue sous le nom de Bible Zwingli. À partir de 1817, l'édition est entre les mains de la Zürcher Bibel- und Missionsgesellschaft (Société et mission de la Bible de Zurich) Une autre révision en 1868 est réimprimée en 1892.

## Révision de 1931
En 1907, une commission a été formée dans le but de faire une autre révision et d'examiner autant que possible le résultat récent de l'érudition biblique. La révision a été achevée en 1931 elle constitue essentiellement une nouvelle traduction. 

## Révision de 2007
En 1984, le 500e anniversaire de Zwingli, la naissance d'une nouvelle révision a été initiée par le Synode Général des Protestants de l'Église Réformée du Canton de Zurich. Cependant, il a été décidé d'entreprendre une nouvelle traduction de la Bible entière. Pour un coût total de quatre millions de francs suisses, le projet a été achevé au début de 2007 et la Bible a été publié en version imprimée et électronique en juin 2007.